# Ernesto Mastropiedra
Ernesto Mastropiedra (Lobos, 23 de marzo de 1875-Buenos Aires, 9 de septiembre de 1932) fue un militar argentino, perteneciente al Ejército, que alcanzó la jerarquía de coronel. Se desempeñó como gobernador de facto del Territorio Nacional del Neuquén entre 1930 y 1932.

## Biografía
Nació en Lobos (provincia de Buenos Aires) en 1875. Ingresó al Ejército Argentino, egresando del Colegio Militar de la Nación como subteniente en 1896. En su carrera militar alcanzó el grado de coronel. Hacia 1917 era jefe del regimiento 12 de Infantería, siendo su ayudante Juan Domingo Perón.
Tras el golpe de Estado de 1930, fue designado gobernador del Territorio Nacional del Neuquén por el presidente de facto José Félix Uriburu. En su gestión se crearon salas de primeros auxilios y fomentó la industria lanar con estaciones experimentales para lana, hilanderías y tejidos. Su secretario de la gobernación fue el hacendado Félix San Martín, quien lo sucediera de forma interina debido a su enfermedad, en febrero de 1932.
Falleció en Buenos Aires en septiembre de 1932.